# Zaw Wai Soe
Zaw Wai Soe (en birmano: ဇော် ဝေ စိုး) es un cirujano ortopédico, médico y profesor birmano que actualmente se desempeña como ministro sindical en funciones del Ministerio de Trabajo, Inmigración y Población, el Ministerio de Educación y el Ministerio de Salud y Deportes desde el 2 de marzo de 2021, designado por el CRPH. Es el actual rector de la Universidad de Medicina 1 (Yangon) desde el 20 de mayo de 2015 y anteriormente se desempeñó como Rector de la Universidad de Medicina 2 (Yangon) de 2014 a 2015. Además, actúa como líder del grupo de trabajo para reformar dieciséis universidades relacionadas con la medicina en Myanmar.

## Carrera
Zaw Wai Soe se graduó con MBBS de la Universidad de Medicina 2 de Yangon en 1986. Posteriormente se desempeñó como cirujano asistente civil durante tres años en el Hospital del Distrito de Myingan. Después de regresar del Reino Unido en 2000, trabajó en el Departamento de Ortopedia del Hospital General de Yangon, el Hospital Ortopédico de Yangon y fue nombrado Rector de la Universidad de Medicina 2 de Yangon en 2014.
El 20 de mayo de 2015, Zaw fue nombrado rector de la Universidad de Medicina 1 de Yangon. Es uno de los fundadores clave de la cirugía de columna y la medicina de emergencia en Myanmar.
En 2019, se convirtió en presidente del Comité de Rectores de Myanmar.
En 2020, desempeñó un papel de liderazgo en la lucha contra el COVID-19 en Yangon y se convirtió en el vicepresidente del Comité de Coordinación de Contención, Control y Tratamiento de COVID-19 de la Región de Yangon.
El 10 de febrero de 2021, tras el golpe de Estado en Myanmar de 2021, fue detenido durante dos horas y se le preguntó sobre su papel en el movimiento de protesta.
El 2 de marzo de 2021, el Comité Representante del Pyidaungsu Hluttaw lo nombró ministro sindical en funciones del Ministerio de Trabajo, Inmigración y Población, el Ministerio de Educación y el Ministerio de Salud y Deportes en su gabinete.
El 5 de marzo de 2021, Zaw Wai Soe presentó cargos bajo la sección 505 del código penal por el Consejo de Administración del Estado y anunció que se preparaban para acusar a Zaw Wai Soe bajo la sección 122 del código penal por traición. El artículo 122 del código penal conlleva una pena máxima de muerte.